# Carlo Maria Viganoni
Carlo Maria Viganoni (Piacenza, 28 gennaio 1786 – Piacenza, 8 novembre 1839) è stato un pittore italiano.

## Biografia
Dopo i primi studi di disegno e pittura compiuti all'Istituto Gazzola sotto l'insegnamento di Giuseppe Gherardi, a 20 anni, nel 1806, Viganoni fu inviato a Roma per studiare nell'atelier del celebrato pittore Gaspare Landi. Molto apprezzato dal suo maestro, nel 1815 fu da questi mandato in Provenza per dipingere un Sacro cuore per la parrocchiale di Draguignan. Tornato a Roma, eseguì il ritratto del cardinale Angelo Mai, che fu anche suo allievo di pittura, e il 13 gennaio 1822 divenne socio onorario dell'Accademia di San Luca e l'anno successivo accademico. 
Visitò Napoli, poi Milano e le maggiori città lombarde e venete, informandosi sulle opere degli artisti di quei luoghi. Rientrato a Roma, dipinse una Madonna su richiesta di papa Leone XII e restaurò alcuni dipinti della chiesa del Gesù.  
Nel 1832 ritornò definitivamente a Piacenza, assumendo l'incarico di professore nell'Istituto Gazzola. Dipinse un Sacro Cuore per il Duomo di Piacenza, un San Luigi Gonzaga per la chiesa di San Paolo, quattordici quadretti della Via Crucis per la chiesa della Torricella. Non poté terminare un Transito di Maria, di cui resta il bozzetto, perché la morte lo colse la sera dell'8 novembre 1839, a 53 anni.